# Норвиг, Питер
Питер Норвиг (англ. Peter Norvig) — американский учёный в области вычислительной техники. В данный момент работает директором по исследованиям (ранее — директор по качеству поиска) в корпорации Google.
Член Совета Американской ассоциации искусственного интеллекта и соавтор Стюарта Рассела по книге Искусственный интеллект: Современный подход, которая в настоящий момент является стандартным учебником во многих учебных заведениях. Ранее являлся главой Подразделения вычислительной техники (сейчас — Подразделение интеллектуальных систем) в исследовательском центре Амес NASA, где он руководил штатом из двухсот учёных, занимающихся разработками NASA в областях анатомии и робототехники, автоматизированной разработке ПО и анализа данных, нейроинженерии, разработки коллективных систем, и принятия решений, основанном на симуляции. Ранее этого был ведущим учёным в Джангли, где он помогал разрабатывать первую Интернет-службу сравнительных покупок; главный проектировщик в компании Harlequin; старший учёный в лабораториях Sun Microsystems.
Доктор Норвиг получил степень бакалавра (Bachelor of Science, B.S.) в области прикладной математики в университете Браун, и степень доктора философии в области компьютерных наук в Калифорнийском университете в Беркли. Он был старшим преподавателем в Южнокалифорнийском университете и членом научно-исследовательской группы в Бэркли. Он имеет более пятидесяти публикаций в различных областях компьютерных наук, в основном в области искусственного интеллекта, обработки естественного языка и разработки ПО, включая книги Искусственный интеллект: Современный подход, Paradigms of AI Programming: Case Studies in Common Lisp, Verbmobil: A Translation System for Face-to-Face Dialog, and Intelligent Help Systems for UNIX.
Доктор Норвиг также известен своей «Геттисбергской презентацией», сатирой на плохие практики презентаций, использующей образ Геттисбергского послания Авраама Линкольна.
П. Норвиг также известен как один из создателей JScheme.
В 2006 он официально стал членом Ассоциации вычислительных систем (Association for Computing Machinery). В 2011 году вместе с Себастьяном Труном работал над онлайн курсом по Искусственному интеллекту.